# Едмунд Берк
Е́дмунд Берк (англ. Edmund Burke; 12 січня 1729, Дублін — 9 липня 1797, Біконсфілд, Бакінгемшир) — англо-ірландський державний діяч, член Парламенту Великої Британії, публіцист, мислитель. Основоположник теорії британського консерватизму.

## Біографія
Едмунд Берк народився 12 січня 1729 року в Дубліні у родині адвоката. Його батько був протестантом, а мати — католичкою. Едмунд навчався в Триніті Коледжі рідного міста, закінчив його 1748 року.
1750 року переїхав до Лондона, щоб продовжити вивчення права у школі баристерів «Міддл Темпл». Покинув навчання, обравши ремесло письменника.
У 1758 році заснував щорічний альманах Annual Register — огляд подій у світі, який відтоді видавав протягом 30 років.
1765 року Берк став особистим секретарем прем'єр-міністра Англії 2-го маркіза Рокінгема (від партії вігів), а незабаром і членом парламенту.
Едмунд Берк вів активну політичну і громадську діяльність, багато писав до кінця життя. І якщо у поглядах на управління англійськими колоніями мислитель був лібералом, у внутрішньо-політичному житті часто обстоював позиції консерватизму, основоположником британської моделі якого він, власне і вважається. Особливо вплинули на формування консервативної ідеології Берка події Великої французької революції 1789–1799, кінця якої Берк не дочекався — помер 9 липня 1797 року.

## Погляди і творчість
Ранні твори Едмунда Берка стали надбанням філософської думки, зокрема, естетики. Так, юнацька праця про походження ідей «піднесеного» і «прекрасного», що вийшла друком у 1756, але була написана, ймовірно, навіть раніше, в подальшому помітно вплинула на погляди Лессінга та Гердера. Едмунд Берк був переконаний, що мистецтво має виходити не з умоглядних потреб естетики, а з духовних спонукань самої людини.

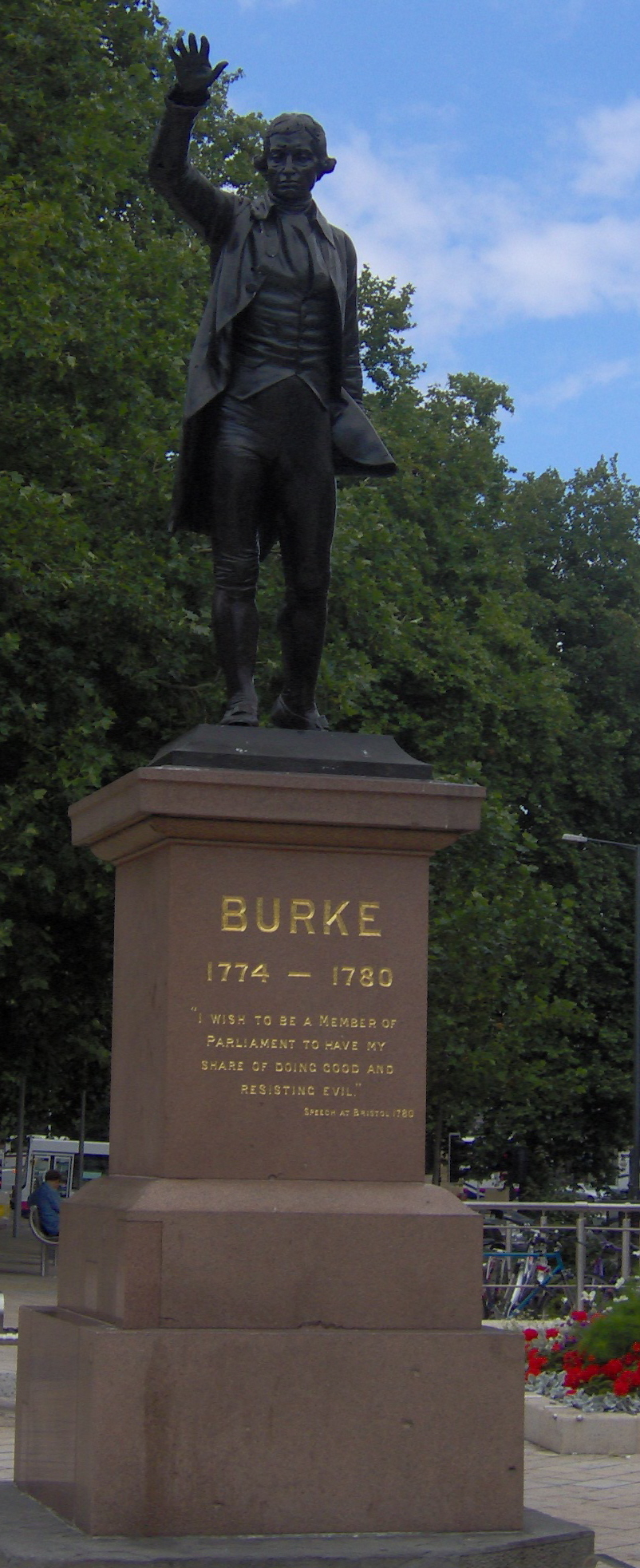
Пам'ятник Беркові в Бристолі. Напис: «Я бажаю бути членом парламенту, щоб чинити добро і протистояти злу» (з промови в Бристолі, 1780)

У зрілій політичній діяльності Берк виступав за лояльніше ставлення до англійських колоній у Північній Америці і обстоював скасування урядом Акту про гербовий збір, що передбачав оподаткування (фактично визиски) колоній і викликав значне незадоволення та спричинював непокору колоністів. Берк також критикував англійське управління Ірландією, особливо за дискримінацію католиків. Берк був проти намагань англійського короля Георга III посилити свою владу і доводив потребу створення політичних партій, які були б виразниками інтересів груп громадян і які б обстоювали свої чіткі і ясні принципи.
Упродовж багатьох років Берк виступав за реформування управління колоніальною Індією, що тоді перебувала під контролем Ост-Індської компанії. У 1785 році внаслідок затяжного ідеологічного конфлікту він домігся усунення від управління компанією найуспішнішого в історії її існування намісника Індії Воррена Гастінгса. Цей ідеологічний конфлікт виник тому, що Берк наполягав на неухильному втіленні в Індії британських законів, заснованих на природному праві, притаманному всім людям без винятку, а Гастінгс заперечував, що західні уявлення про право та законність взагалі неможливо застосувати на Сході.
Велика французька революція, що спалахнула 1789 року, поклала край давній дружбі Берка з очільником англійських лібералів, Чарлзом Фоксом, який, як і решта борців за людські права, привітав революційні події у Франції, тоді як Берк уважав їх демонстрацією охлократії.
У своїй книзі «Роздуми про революцію у Франції» (опублікована 1790 року) Берк виклав свої переконання про те, що свобода може існувати тільки в рамках закону і порядку, а всі реформи мають здійснюватися поступово, в еволюційний спосіб. Погляди Берка, зокрема, вплинули на ухвалу британського уряду розпочати війну з Францією. Ще більш переконливо, з нищівною критикою дій і поглядів французьких революціонерів виступив Берк у памфлетах з приводу тодішніх французьких подій.
Корінь зла мислитель вбачав у відході від традицій і спадкових цінностей (у тому числі управлінських). Берк вважав, що кожна революція безоглядно нищить духовні ресурси суспільства і культурно-ідеологічний набуток століть. Радикалізмові французьких революціонерів він протиставив британську конституцію та її засади: турботу про політичну спадковість і природний розвиток; повагу до політичних традицій і конкретних правових норм замість абстрактної ідеї закону чи його сурогату — духу закону. Берк був переконаний, що будь-який перерозподіл власності завжди веде до зростання в суспільстві несправедливості й загрожує соціальною катастрофою.